# Dysschema irene
Dysschema irene är en fjärilsart som beskrevs av Druce 1885. Dysschema irene ingår i släktet Dysschema och familjen björnspinnare. Inga underarter finns listade i Catalogue of Life.